# Desastre del Wakashio
El desastre del Wakashio fue un derrame de petróleo en la costa sur de la isla de Mauricio producido a partir del encallamiento y hundimiento parcial del  buque carbonero Wakashio el 25 de julio de 2020, perteneciente a la empresa japonesa Nagashiki Shipping pero con pabellón de conveniencia panameño. El accidente generó el paulatino derrame de parte de las 4 000 toneladas de diésel y petróleo que llevaba el barco.  Las autoridades del país se encontraban tratando de controlar el derrame y mitigar sus efectos, aislando zonas sensibles de la costa que incluyen importantes reservas de fauna y flora marina, al tiempo que esperan ayuda de países extranjeros para lograr bombear fuera del barco cerca de 3 890 toneladas que se estima permanecen a bordo, y filtran por las fisuras del casco.
El ministro de ambiente de la isla, Kavy Ramano, junto al ministro de pesca manifestaron a la prensa que era la primera ocasión en que el país se enfrentaba a una catástrofe de esta magnitud, y que estaban insuficientemente equipados para manejar el problema.

## B/MWakashio
Sitios especializados en temas navales detallaron que el B/M Wakashio fue botado en 2007 con un tonelaje de peso muerto de 203.000 toneladas y 299,95 metros de eslora.

## Encallamiento

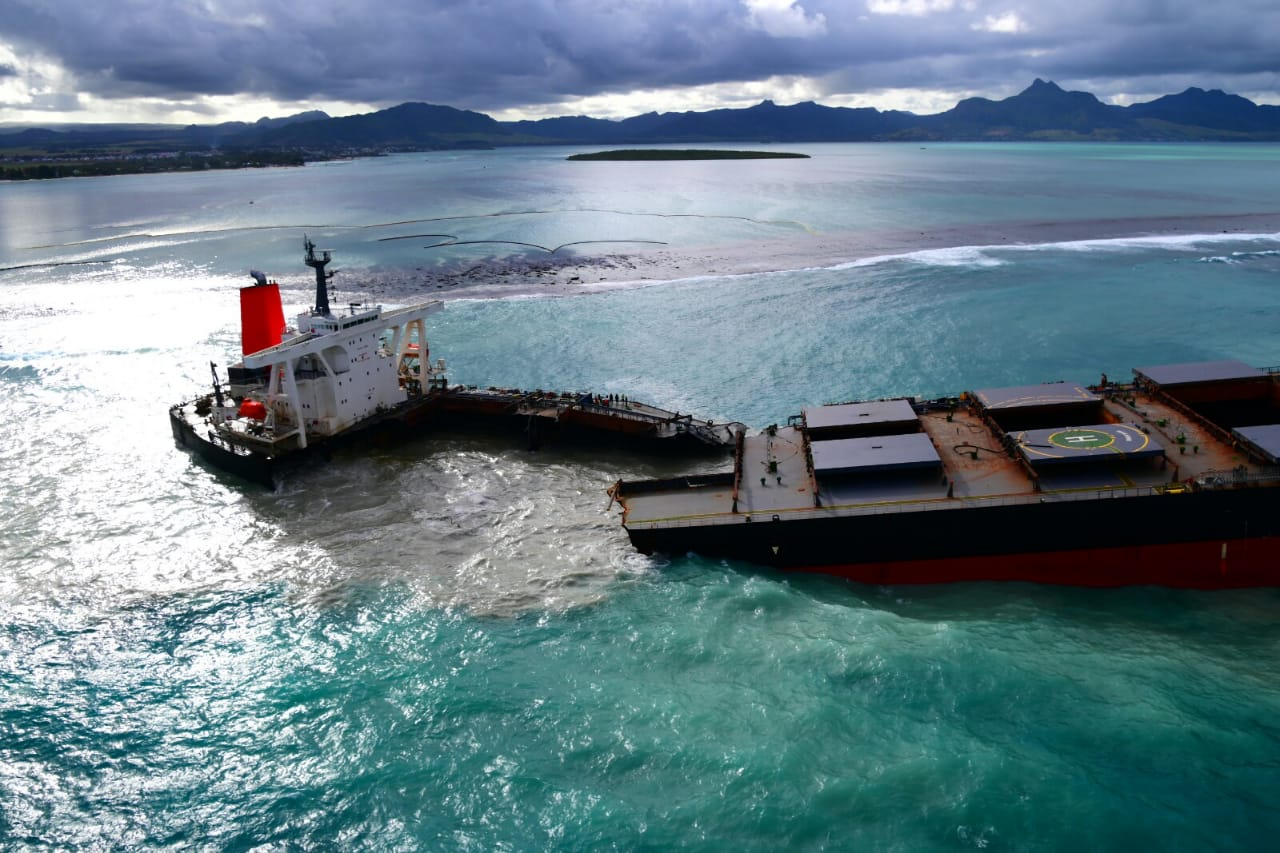
El Wakashio partido en dos.

El encallamiento se produjo el 25 de julio de 2020 frente a la costa de Pointe d’Esny, donde se encuentra un humedal de 401 hectáreas declarado en 2001 de importancia internacional para las aves acuáticas por el convenio de Ramsar. También está muy cerca del parque marino Blue Bay.